# Argentine aux Jeux olympiques d'été de 1964
L'équipe olympique argentine participe aux Jeux olympiques d'été de 1964 à Tokyo. Elle y remporte une médaille : une en bronze, se situant à la trentième place des nations au tableau des médailles. La nageuse Jeannette Campbell est la porte-drapeau d'une délégation argentine comptant 102 sportifs (96 hommes et 6 femmes).